# Kapilvastu (dystrykt)

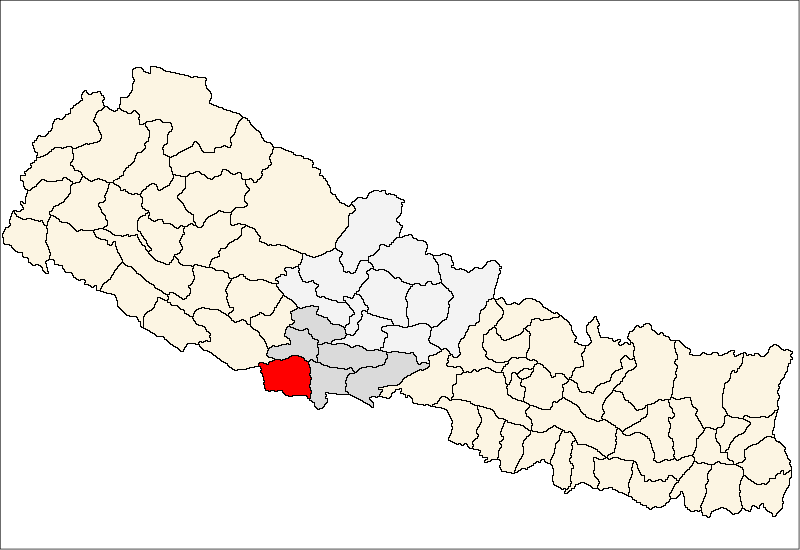
Dystrykt Kapilvastu

Dystrykt Kapilvastu (nep. कपिलबस्तु) – jeden z siedemdziesięciu pięciu dystryktów Nepalu. Leży w strefie Lumbini. Dystrykt ten zajmuje powierzchnię 1738 km², w 2001 r. zamieszkiwało go 481 976 ludzi. Stolicą jest Taulihawa.